# Michaël Cuisance
Michaël Bruno Dominique Cuisance (* 16. August 1999 in Straßburg; auch Mickaël Cuisance) ist ein französischer Fußballspieler. Der Mittelfeldspieler wechselte als 18-Jähriger nach Deutschland und spielte für Borussia Mönchengladbach und den FC Bayern München. Seit Juli 2024 steht er bei Hertha BSC unter Vertrag.

## Karriere

### Vereine

#### Jugend
Cuisance wuchs in seiner Geburtsstadt Straßburg auf und begann mit dem Fußballspielen im Jahr 2005, als er im Alter von sechs Jahren dem Stadtteilverein FC Koenigshoffen 06 beitrat. Nach einem Jahr wechselte er zur ASPTT Strasbourg und wiederum ein Jahr später in die Fußballschule von Racing Straßburg. Nachdem der Verein infolge Insolvenz auch im Jugendbereich nicht mehr unter Profibedingungen organisiert war, wechselte Cuisance im September 2012 zum Vorortverein SC Schiltigheim. Im Sommer 2014 schloss er sich der AS Nancy an.

#### Borussia Mönchengladbach
Zur Saison 2017/18 wurde Cuisance als 18-Jähriger von Borussia Mönchengladbach verpflichtet. In seiner ersten Saison absolvierte er 24 Bundesligaspiele.

#### Zwischen München und Marseille
Mitte August 2019 wechselte Cuisance zum FC Bayern München, bei dem er einen Vertrag mit einer Laufzeit bis zum 30. Juni 2024 unterschrieb. Unter dem Cheftrainer Niko Kovač und unter dessen Nachfolger Hansi Flick war er in der Saison 2019/20 im defensiven Mittelfeld hinter Joshua Kimmich, Thiago, Leon Goretzka, Corentin Tolisso und Javi Martínez Ergänzungsspieler. Cuisance kam auf 9 Ligaeinsätze (3-mal von Beginn), in denen er ein Tor erzielte. Zudem wurde er einmal im DFB-Pokal eingewechselt. Mit dem FC Bayern gewann er das Triple aus Champions League (ohne Einsatz), Meisterschaft und Pokalsieg. Darüber hinaus kam Cuisance in der ersten Saisonhälfte 5-mal (2 Tore) für die zweite Mannschaft in der 3. Liga zum Einsatz, die ebenfalls die Meisterschaft gewann. Im September 2020 folgte der Gewinn des UEFA Super Cups und des DFL-Supercups, wobei Cuisance jeweils nicht zum Einsatz kam.
Kurz vor dem Ende der Transferperiode, Anfang Oktober 2020, wurde Cuisance über ein Leihgeschäft an den französischen Erstligisten Olympique Marseille für die Saison 2020/21 abgegeben, um ihm mehr Spielpraxis zu ermöglichen; im Gegenzug wurde Bouna Sarr von diesem Verein verpflichtet.
Zur Saison 2021/22 kehrte Cuisance zum FC Bayern zurück. Unter dem neuen Cheftrainer Julian Nagelsmann spielte er allerdings keine Rolle und wurde in der Hinrunde nur einmal eingewechselt. Hinzu kam eine Einwechslung im DFB-Pokal.

#### FC Venedig
Anfang Januar 2022 wechselte Cuisance zum Aufsteiger in die italienische Serie A, dem FC Venedig. Er unterschrieb einen bis zum 30. Juni 2025 laufenden Vertrag.

#### Sampdoria Genua
Seit dem 6. Februar 2023 spielte er in der Rückrunde der Saison 2022/23 auf Leihbasis für den Erstligisten Sampdoria Genua, bei dem er in zwölf Einsätzen kein Tor erzielte.

#### VfL Osnabrück
Kurz vor Ende des Sommertransferfensters 2023 am 1. September 2023 wechselte Cuisance auf Leihbasis für eine Saison zum deutschen Zweitligisten VfL Osnabrück.

#### Hertha BSC
Am 21. Juni 2024 wurde seine Verpflichtung zur Saison 2024/25 auf der Website des Zweitligisten Hertha BSC öffentlich, der ihn mit einem bis zum 30. Juni 2027 datierten Vertrag ausstattete.
Im Mai 2025 verlängerte er seinen Vertrag bis 2029.

### Nationalmannschaft
Cuisance durchlief von 2014 an die Altersklassen der U16-, U17- und U19-Nachwuchsnationalmannschaften Frankreichs. Er nahm mit der U17-Auswahlmannschaft an der U17-Europameisterschaft 2018 erreichte er mit der U19-Nationalmannschaft das mit 0:2 verlorene Halbfinale gegen die Auswahlmannschaft Italiens und wurde in die „Mannschaft des Turniers“ gewählt.
Mit der U20-Nationalmannschaft nahm er an der Weltmeisterschaft 2019 in Polen teil und unterlag mit seiner Mannschaft im Achtelfinale mit 2:3 der US-amerikanischen Auswahlmannschaft.

## Erfolge
- Champions-League-Sieger: 2020 (ohne Einsatz)
- Deutscher Meister: 2020
- DFB-Pokalsieger: 2020
- UEFA-Super-Cup-Sieger: 2020
- DFL-Supercup-Sieger: 2020
- Meister der 3. Liga: 2020

## Auszeichnungen
- U19-Europameisterschaft Mannschaft des Turniers 2018